# Comuna Deda, Mureș
Deda (în maghiară Déda, în germană Dade) este o comună în județul Mureș, Transilvania, România, formată din satele Bistra Mureșului, Deda (reședința), Filea și Pietriș.
Se află la intrarea în Defileul Mureșului Superior, în Defileul Deda-Toplița. Deda este un important nod feroviar, aici făcându-se legătura magistralei care trece prin Târgu-Mureș cu magistrala Brașov - Miercurea Ciuc - Dej.

## Demografie
Componența etnică a comunei Deda
     Români (79,3%)
     Romi (14,82%)
     Alte etnii (5,87%)
Componența confesională a comunei Deda
     Ortodocși (74,22%)
     Penticostali (13,65%)
     Alte religii (6,46%)
     Necunoscută (5,67%)
Conform recensământului efectuat în 2021, populația comunei Deda se ridică la 3.933 de locuitori, în scădere față de recensământul anterior din 2011, când fuseseră înregistrați 4.113 locuitori. Majoritatea locuitorilor sunt români (79,3%), cu o minoritate de romi (14,82%). Din punct de vedere confesional, majoritatea locuitorilor sunt ortodocși (74,22%), cu minorități de penticostali (13,65%) și altele (3,18%), iar pentru 5,67% nu se cunoaște apartenența confesională.

## Politică și administrație
Comuna Deda este administrată de un primar și un consiliu local compus din 13 consilieri. Primarul, Lucreția Cadar[*], de la Partidul Social Democrat, este în funcție din 2004. Începând cu alegerile locale din 2024, consiliul local are următoarea componență pe partide politice:
|  | Partid                          | Consilieri | Componența Consiliului | Componența Consiliului | Componența Consiliului | Componența Consiliului | Componența Consiliului | Componența Consiliului | Componența Consiliului |
|  | ------------------------------- | ---------- | ---------------------- | ---------------------- | ---------------------- | ---------------------- | ---------------------- | ---------------------- | ---------------------- |
|  | Partidul Social Democrat        | 7          |                        |                        |                        |                        |                        |                        |                        |
|  | Alianța pentru Unirea Românilor | 4          |                        |                        |                        |                        |                        |                        |                        |
|  | Partida Romilor „Pro Europa”    | 1          |                        |                        |                        |                        |                        |                        |                        |
|  | Partidul Național Liberal       | 1          |                        |                        |                        |                        |                        |                        |                        |

## Atracții turistice
- Rezervația naturală "Defileul Deda-Toplița" (6000 ha)
- Monumentul Eroilor din satul Bistra Mureșului
- Rezervatia Naturala "Scaunul Domnului"
- Parcul National "Defileul Muresului Superior"